# Kevin Lejeune
Kevin Lejeune (ur. 22 stycznia 1985 w Cambrai) – francuski piłkarz występujący na pozycji napastnika. Obecnie jest zawodnikiem AC Ajaccio.

## Kariera klubowa
Lejeune jest wychowankiem Toulouse FC. Później trafił do młodzieżowej ekipy AJ Auxerre. Do jego pierwszej drużyny, wówczas występującej w Ligue 1 został przesunięty w sezonie 2006/2007. W Ligue 1 zadebiutował 18 listopada 2006 w wygranym 1-0 meczu z Toulouse FC. 26 maja 2007 w wygranym 3-1 pojedynku z Valenciennes FC strzelił pierwszego gola w zawodowej karierze. W debiutanckim sezonie rozegrał dziewięć ligowych spotkań i zdobył w nich jedną bramkę. Natomiast w lidze zajął z klubem ósme miejsce. Od początku następnego sezonu stał się podstawowym graczem Auxerre. Wystąpił wówczas w 38 meczach, w których strzelił 3 gole. W Ligue 1 uplasował się z Auxerre na piętnastej pozycji. W styczniu 2010 roku został wypożyczony do FC Nantes, a po pół roku do Tours FC.
| Sezon   | Klub             | Kraj    | Rozgrywki | Mecze | Bramki | Rozgrywki Europy | Mecze | Bramki |
| ------- | ---------------- | ------- | --------- | ----- | ------ | ---------------- | ----- | ------ |
| 2006/07 | AJ Auxerre       | Francja | Ligue 1   | 9     | 1      | Liga Europy UEFA | 1     | 0      |
| 2007/08 | AJ Auxerre       | Francja | Ligue 1   | 38    | 1      | -                | -     | -      |
| 2008/09 | AJ Auxerre       | Francja | Ligue 1   | 29    | 2      | -                | -     | -      |
| 2009/10 | AJ Auxerre       | Francja | Ligue 1   | 8     | 1      | -                | -     | -      |
| 2009/10 | FC Nantes (Wyp.) | Francja | Ligue 2   | 17    | 0      | -                | -     | -      |
| 2010/11 | Tours FC         | Francja | Ligue 2   | 36    | 2      | -                | -     | -      |
| 2011/12 | Tours FC         | Francja | Ligue 2   | 31    | 3      | -                | -     | -      |
| 2012/13 | FC Metz          | Francja | National  | 33    | 1      | -                | -     | -      |
| 2013/14 | FC Metz          | Francja | Ligue 2   | 36    | 4      | -                | -     | -      |
| 2014/15 | FC Metz          | Francja | Ligue 1   | 32    | 1      | -                | -     | -      |
| 2015/16 | FC Metz          | Francja | Ligue 2   | 22    | 5      | -                | -     | -      |
| 2016/17 | FC Metz          | Francja | Ligue 1   | 14    | 0      | -                | -     | -      |
| 2017/18 | AC Ajaccio       | Francja | Ligue 2   | 11    | 0      | -                | -     | -      |

Stan na: 21 stycznia 2018 r.

## Kariera reprezentacyjna
W 2006 roku Lejeune rozegrał trzy spotkania w reprezentacji Francji U-21.